# Kurgán-kultúra
A kurgán-kultúra vagy kurgán-művelődés a Kárpátoktól, sőt a Tiszától majdnem a Bajkálig – a Minuszinszk-medencéig – terjedő nagyjából bronzkori óriási művelődési kör volt, nagyon sok régészeti kultúrát foglalt magában, amelyre jellemzőek voltak a kurgánok különböző formái.  Kialakulása jól régészetileg jól megalapozottan az i. e. 3. évezredre tehető a Prut és a Volga közötti területen és törés nélkül folytatódott az i. e. 8–7. századig, azaz magában foglalta a már történelmi kimmereket, majd átment a királyi szkíták halmos temetkezésébe, a kontinuitás kimutatható egészen a szarmatákig. 

## Főbb szakaszai
Egyik közvetlen előzménye a Don–Donyec–Dnyeper vidékének sztyeppei és ligetes sztyeppei környezetében az i. e. 4900–3500 között létezett rézkori állattartó, földműves Szrednyij Sztog-kultúra volt, amelynek egyik fő lelőhelyén Gyereivkán nagyon sok lócsontot tártek fel, amelyek esetében kérdéses, hogy háziasított vagy vadlovakról van-e szó. 
Három nagyobb szakaszra bontható, mindegyik ezen a magterületen alakult ki az előző formából, és mindegyik terjeszkedett tartósan vagy átmenetileg kelet és nyugat felé is a sztyeppén. Első szakasza az ún. egyszerű gödörsíros szakasz, a Jamnaja kultúra, amikor a halottat egy gödör aljára temették. Második szakasza az i. e. 2. évezred elején kialakult katakombás szakasz, amikor a halottat a gödör oldalában vájt üregbe vagy vájatba helyezték, amit esetleg azután el is torlaszolhattak. A harmadik, gerendavázas szakaszban az i. e. 2. évezred utolsó harmadában visszatér az egyszerű nagy sírgödör, alján a koporsóban eltemetett halottal, a gödör fölé azonban szabályos boronaháztetőt építettek, erre rakták az áldozatot és ezt fedték be a halommal. 

### Jamna-kultúra vagy gödörsíros kultúra
Az első, gödörsíros szakasz nyugat felé az i. e. 3 évezredben terjeszkedni kezdett a Kárpátokig, sőt a Tiszáig, de i. e. 2000-re ez a terjeszkedés visszafordult és megszűnt.  Kelet felé az i. e. 2. évezred elején kezdett terjeszkedni, ahol a Volgától keletre ennek következtében létrejött az andronovói kultúracsalád. Az eredeti kurgánterületen viszont ekkor a fejlődés már a második, katakombás szakaszába lépett, sőt az andronovói kultúra teljes kifejlődésének idejére már a harmadik, gerendavázas szakaszba. A gerendavázas–andronovói határ pedig a Volgától kissé keletre, az Urál és a Bjelaja folyók vonalára tolódott. 

### Gerendavázas kultúra
A harmadik szakasz folytatódott az i. e. 8–7. századig, azaz magában foglalta a már történelmi kimmereket, majd minden törés nélkül átment a királyi szkíták halmos temetkezésébe, a kontinuitás kimutatható egészen a szarmatákig. 

## Kurgán-hipotézis
A kurgán-hipotézis vagy kurgán-elmélet sok neves régész – Gimbutas, Renfrew, Gamkrelidze, Ivanov, Djakonov, Mallory – törekvésében hasonló, de részleteiben egymásnak teljesen ellentmondó elméletének összefoglaló neve. Ezek az eredeti, régészetileg jól megalapozott kurgán-művelődés területét térben és időben kiterjesztve a kurgánok terjedését akár az i. e. 5. évezredtől és a kelet-európai sztyeppe helyett akár Közép-Európából, a Balkánról vagy Anatóliából kiindulva megpróbálják az indoárja népek helyett az indoeurópai népek őstörténetével összekötni. Ezek régészeti megalapozottsága azonban nagyon hiányos, rengeteg bizonyítatlan hipotézist tartalmaznak.  A kurgánok mükénéi aknasírokkal való párhuzama is kétséges, bár a sírok tetején az ember alakú sztélék mutatnak párhuzamot. 